# Ernst Roth (Politiker, 1901)

Ernst Roth

Ernst Roth (* 28. April 1901 in Ernstweiler; † 14. Mai 1951 in Straßburg) war ein deutscher Politiker (SPD, SPS).

## Leben
Roth absolvierte eine journalistische Ausbildung und arbeitete seit 1924 als Redakteur. Der SPD gehörte er seit 1920 an. 1932/33 war er Reichstagsabgeordneter. Außerdem war er Vorsitzender des Reichsbanners Schwarz-Rot-Gold in Mannheim. 1933 emigrierte er ins Saargebiet und 1934 nach Frankreich. 1935–1939 war er Mitglied der Widerstandsgruppe Neu Beginnen, anschließend Partisan und Mitglied des Komitees „Freies Deutschland“ für den Westen (CALPO).
Seit 1945 war Roth Chefredakteur der Saarbrücker Zeitung, seit 1946 auch der Sozialdemokratischen Volksstimme in Saarbrücken sowie Generalsekretär der Sozialdemokratischen Partei des Saarlandes (SPS), in der er den pro-deutschen Flügel vertrat. 1946 wurde er Beigeordneter der Stadt Saarbrücken. Nach seinem von der pro-französischen Parteiführung erzwungenen Rücktritt verließ er 1948 das Saarland und wurde Landrat im Landkreis Frankenthal (Pfalz). Mitglied des Bundestages war er seit der ersten Bundestagswahl 1949 bis zu seinem Tode. Er wurde mit 39,4 % der abgegebenen gültigen Stimmen im Wahlkreis Neustadt an der Weinstraße direkt ins Parlament gewählt.
Vom Bundestag wurde er zum Europäischen Parlament nach Straßburg delegiert, wo er während einer Rede vor der Europaversammlung einem Schlaganfall erlag.